# Fernmeldeturm Broitzem
Der Fernmeldeturm Broitzem ist ein Funkturm und befindet sich im Ortsteil Broitzem der Stadt Braunschweig auf dem Steinberg. Es ist eine Sendeanlage der Deutschen Telekom/Deutsche Funkturm. Der Fernmeldeturm des Typs 2 wurde 1971 erbaut und ca. 1987 im Rahmen der Einführung des Privatfunks auf seine heutige Höhe von 154,65 m aufgestockt. Er ist damit das zweithöchste Bauwerk der Stadt nach dem Schornstein des Heizkraftwerks Mitte. Das Betriebsgeschoss liegt 78 m über dem Boden. Der Turm dient zu Richtfunkzwecken sowie zur Verbreitung von Hörfunk- und TV-Programmen.
Seit 2016 werden auch Fernsehprogramme in DVB-T2 übertragen.

## Frequenzen und Programme

### Analoges Radio (UKW)
| Frequenz (MHz) | Programm              | RDS PS            | RDS PI                | Regionalisierung | ERP (kW) | Antennen- diagramm rund (ND)/ gerichtet (D) | Polarisation horizontal (H)/ vertikal (V) |
| -------------- | --------------------- | ----------------- | --------------------- | ---------------- | -------- | ------------------------------------------- | ----------------------------------------- |
| 103,1          | Radio ffn             | ffn_BS-H __ffn___ | D588 (regional), D388 | Braunschweig     | 15       | D (80-20°)                                  | H                                         |
| 104,1          | Radio 21              | RADIO_21/104.1_BS | D88A (regional), D38A | Ost              | 1        | D (250-220°)                                | H                                         |
| 104,6          | Radio Okerwelle       | OKERWLLE          | 1082                  | –                | 0,5      | D (340-310°)                                | H                                         |
| 106,9          | Antenne Niedersachsen | Antenne_          | DA89 (regional), D389 | Braunschweig     | 13       | D (170-100°)                                | H                                         |

### Digitales Radio (DAB / DAB+)
Digitaler Hörfunk im DAB+-Standard wird seit dem 13. April 2012 ausgestrahlt. Die Verbreitung des ersten bundesweiten Multiplexes erfolgt in vertikaler Polarisation im Gleichwellennetz (Single Frequency Network) mit anderen Sendern. Der von Antenne Deutschland betriebene zweite Multiplex ist am 5. Oktober 2020 hinzugekommen. Ein von Media Broadcast betriebener regionaler Niedersachsen-Multiplex ist am 13. Juli 2023 hinzugekommen.
| Block                           | Programme (Datendienste) | ERP (kW) | Antennen- diagramm rund (ND)/ gerichtet (D) | Gleichwellennetz (SFN) |
| ------------------------------- | --- | -------- | ------------------------------------------- | --- |
| 5C DR Deutschland (D__00188)    | DAB+ Block der Media Broadcast: - Absolut relax (72 kbps) - Dlf (104 kbps) - Dlf Kultur (112 kbps) - Dlf Nova (104 kbps) - DRadio DokDeb (48 kbps) - Energy Digital (72 kbps) - ERF Plus (64 kbps) - Klassik Radio (72 kbps) - Radio Bob (72 kbps) - Radio Horeb (48 kbps) - Radio Schlagerparadies (64 kbps) - Schwarzwaldradio (64 kbps) - sunshine live (72 kbps) - DRadio Daten (32 kbps Daten) - EPG Deutschland (16 kbps Daten) - TPEG (16 kbps Daten) - TPEG_MM (16 kbps Daten) | 1        | ND                                          | - Baden-Württemberg: Aalen, Baden-Baden (Fremersberg), Bad Mergentheim, Blauen, Brandenkopf, Donaueschingen, Feldberg im Schwarzwald, Freiburg (Vogtsburg-Totenkopf), Geislingen (Oberböhringen), Großerlach (Hohe Brach), Heidelberg (Königstuhl), Heilbronn (Schweinsberg), Hochrhein (Rickenbach), Hornisgrinde, Pforzheim (Schömberg-Langenbrand), Raichberg, Ravensburg (Höchsten), Reutlingen, Stuttgart (Frauenkopf), Ulm (Kuhberg) - Bayern: Amberg (Hirschau), Aschaffenburg (Pfaffenberg), Augsburg (Hotelturm), Bad Tölz (Gaißach), Bamberg (Geisberg), Büttelberg, Brotjacklriegel, Dillberg, Grünten, Herzogstand, Hochberg (Traunstein), Hoher Bogen, Inntal (Ebbs), Ingolstadt (Gelbelsee), Kreuzberg/Rhön, Landshut (Altdorf), München (Olympiaturm), Nennslingen (Büchelberg), Nürnberg, Oberammergau, Ochsenkopf, Passau, Pfänder, Pfaffenhofen, Pfarrkirchen, Pfronten, Regensburg (Hohe Linie), Unterringingen, Untersberg, Wendelstein (Bayrischzell), Würzburg (Frankenwarte) - Berlin: Berlin (Alexanderplatz), Berlin (Scholzplatz) - Brandenburg: Bad Belzig, Booßen, Brandenburg/Havel, Calau, Casekow, Cottbus, Eisenhüttenstadt, Petkus, Pritzwalk, Templin - Bremen: Bremen (Walle), Bremerhaven-Schiffdorf - Hamburg: Hamburg (Moorfleet), Hamburg (Heinrich-Hertz-Turm) - Hessen: Bad Hersfeld (Rimberg), Biedenkopf (Sackpfeife), Fulda (Hummelskopf), Frankfurt (Europaturm), Gelnhausen (Schnepfenkopf), Gießen (Dünsberg), Großer Feldberg, Hardberg, Hohe Wurzel, Hoher Meißner, Kassel (Habichtswald), Mainz-Kastel - Mecklenburg-Vorpommern: Garz (Rügen), Güstrow, Malchin, Neubrandenburg-Süd, Rostock (Toitenwinkel), Röbel, Schwerin (Zippendorf-Gr.Dreesch), Torgelow, Wismar/Rüggow, Züssow - Niedersachsen: Aurich-Popens, Braunschweig (Broitzem), Braunschweig (Drachenberg), Cuxhaven-Stadt, Dannenberg, Göttingen (Bovenden-Osterberg), Hannover (Telemax), Lingen, Lüneburg-Neu Wendhausen, Molbergen-Peheim, Osnabrück (Bramsche-Schleptruper Egge), Hildesheim (Sibbesse), Steinkimmen, Uelzen, Visselhövede, Wilhelmshaven - Nordrhein-Westfalen: Aachen (Karlshöhe), Bielefeld (Hünenburg), Bonn (Venusberg), Dortmund (Florianturm), Düsseldorf (Rheinturm), Eggegebirge, Herscheid, Hochsauerland (Hunau), Hürtgenwald-Großhau, Köln (Colonius), Langenberg, Lügde-Rischenau (Köterberg), Minden (Jakobsberg), Münster (Fernmeldeturm), Schöppingen, Siegen-Süd, Wesel - Rheinland-Pfalz: Bad Kreuznach (Schanzenkopf), Bad Marienberg (Westerwald), Bornberg, Daun (Eifel), Edenkoben (Kalmit), Heckenbach-Schöneberg (Ahrweiler), Idar-Oberstein, Kaiserslautern, Kettrichhof, Koblenz (Kühkopf), Trier (Petrisberg) - Saarland: Merzig-Merchingen, Saarbrücken (Schoksberg) - Sachsen: Chemnitz, Dresden, Geyer, Leipzig, Löbau, Neustadt, Oschatz, Schöneck, Zwickau Ost - Sachsen-Anhalt: Brocken, Burg, Dequede, Petersberg, Pettstädt (Weißenfels), Schneidlingen, Wittenberg - Schleswig-Holstein: Bungsberg, Flensburg, Heide, Helgoland, Hennstedt, Kiel (Kronshagen), Lübeck (Stockelsdorf), Schleswig, Niebüll (Süderlügum), Westerland (Sylt) - Thüringen: Bleßberg (Sonneberg), Erfurt-Hochheim, Gera, Inselsberg, Jena (Oßmaritz), Kulpenberg, Saalfeld (Remda), Lobenstein (Sieglitzberg), Weimar (Ettersberg) |
| 5D Antenne DE (D__00364)        | DAB-Block von Antenne Deutschland: - 80s80s (72 kbps) - 90s90s (72 kbps) - Absolut Bella (72 kbps) - Absolut Germany (72 kbps) - Absolut HOT (72 kbps) - Absolut Oldie (72 kbps) - Absolut TOP (72 kbps) - AIDAradio (72 kbps) - Ballermann Radio (72 kbps) - Beats Radio (72 kbps) - Brillux Radio (72 kbps) - Nostalgie (72 kbps) - Oldie Antenne (72 kbps) - RTL Radio (72 kbps) - Rock Antenne (72 kbps) - Toggo Radio (72 kbps)                                                   | 10       | ND                                          | - Bayern: Amberg (Hirschau), Bamberg (Geisberg), Ingolstadt (Gelbelsee), Kreuzberg/Rhön, Nürnberg, Ochsenkopf, Pfaffenhofen, Regensburg (Hohe Linie), Würzburg (Frankenwarte) - Berlin: Berlin (Alexanderplatz), Berlin (Scholzplatz) - Brandenburg: Casekow, Cottbus, Pritzwalk - Bremen: Bremen (Walle) - Hamburg: Hamburg (Heinrich-Hertz-Turm) - Mecklenburg-Vorpommern: Rostock (Toitenwinkel), Schwerin (Zippendorf-Gr.Dreesch), Züssow - Niedersachsen: Braunschweig (Broitzem), Cuxhaven-Stadt, Göttingen (Bovenden-Osterberg), Hannover (Telemax), Hildesheim (Sibbesse/Griesberg), Lüneburg-Neu Wendhausen, Molbergen-Peheim, Osnabrück (Bramsche-Schleptruper Egge), Visselhövede - Nordrhein-Westfalen: Bielefeld (Hünenburg), Minden (Jakobsberg) - Sachsen: Dresden, Geyer, Leipzig, Löbau/Schafberg, Oschatz, Schöneck - Sachsen-Anhalt: Brocken, Burg, Petersberg, Wittenberg - Schleswig-Holstein: Flensburg, Heide, Kiel (Kronshagen), Lübeck (Stockelsdorf) - Thüringen: Erfurt-Hochheim, Gera, Inselsberg, Jena (Oßmaritz), Kulpenberg, Lobenstein (Sieglitzberg), Weimar (Ettersberg) |
| 11B NI BRAUNSCW K11B (D__00291) | DAB-Block der Media Broadcast: - 89.0 RTL (72 kbps) - Absolut AI (72 kbps) - Antenne Niedersachsen (72 kbps) - Antenne Schlager (72 kbps) - bigFM (72 kbps) - Star FM Maximum Rock (80 kbps) - Jam FM (72 kbps) - Oldie Antenne (72 kbps) - Radio 21 (BS) (72 kbps) - Radio38 (72 kbps) - Radio Bollerwagen (72 kbps) - Radio ffn (72 kbps) - Radio SAW (72 kbps) - Radio Teddy (80 kbps) - The Wolf (BS) (72 kbps) - Radio Okerwelle (64 kbps)                                        | 10       | ND                                          | Braunschweig (Broitzem) |

### Digitales Fernsehen (DVB-T2)
Der DVB-T2 Regelbetrieb startete am 29. März 2017. Die DVB-T2-Ausstrahlungen in HEVC erfolgen im Gleichwellenbetrieb (Single Frequency Network) mit anderen Standorten. Die öffentlich-rechtlichen Sender sind frei empfangbar, die Privatsender werden, größtenteils verschlüsselt, über die DVB-T2-Plattform Freenet TV ausgestrahlt. Optional lassen sich zusätzliche im NDR-Angebot und bei Freenet TV connect als Verknüpfung enthaltene Programme über eine Internetverbindung wiedergeben, falls das Empfangsgerät HbbTV (ab Version 1.5) unterstützt (NDR via IP: ARD alpha HD, Radio Bremen HD, rbb Brandenburg HD, SR Fernsehen HD, SWR BW HD, …).
| Kanal | Frequenz (MHz) | Multiplex                                   | Programme im Multiplex | ERP (kW) | Antennen- diagramm rund (ND)/ gerichtet (D) | Polarisation horizontal (H)/ vertikal (V) | SFN mit |
| ----- | -------------- | ------------------------------------------- | --- | -------- | ------------------------------------------- | ----------------------------------------- | --- |
| 21    | 474            | Freenet TV Mux 2                            | - ProSieben HD - Sat.1 HD (NDS+HB mit 17:30 Sat.1) - Kabel Eins HD - ProSieben Maxx HD - Sat.1 Gold HD - Sixx HD - Sport1 HD | 5        | ND                                          | V                                         | Braunschweig-Broitzem, Braunschweig-Innenstadt, Hannover (Telemax) |
| 23    | 490            | ARD Digital (NDR)                           | - Das Erste HD - Phoenix HD - Arte HD - Tagesschau24 HD - One HD Radio: - NDR Blue - NDR Info Spezial - NDR Kultur - NDR Schlager | 10       | ND                                          | V                                         | Alfeld (Reuberg), Braunlage (Hütteberg), Braunschweig-Broitzem, Braunschweig-Innenstadt, Göttingen (Espol-Solling), Göttingen-Hetjershausen, Hannover (Telemax), Hannover-Hemmingen, Hildesheim (Sibbesse), Torfhaus (Harz-West) |
| 36    | 594            | Gemischter Multiplex von ZDF und Freenet TV | - ZDF HD - 3sat HD - KiKa HD - ZDFneo HD - ZDFinfo HD - Freenet TV connect (HbbTV-Dienst mit mehreren Streams, HbbTV v1.5 erforderlich) | 5        | ND                                          | V                                         | Braunschweig-Broitzem, Braunschweig-Innenstadt, Hannover (Telemax), Hannover-Hemmingen, Hildesheim (Sibbesse), Wolfsburg |
| 40    | 626            | ARD regional (NDR) Niedersachsen            | - NDR Fernsehen HD (Niedersachsen) - WDR Fernsehen (Köln) HD - HR-Fernsehen HD / NDR FS HD (HH) (zeitw.) - MDR Fernsehen (Sachsen-Anhalt) HD / NDR FS HD (MV) (zeitw.) - BR Fernsehen Süd HD / NDR FS HD (SH) (zeitw.) Radio: - N-Joy - NDR 1 NDS HAN - NDR 2 - NDR Info | 10       | ND                                          | V                                         | Alfeld (Reuberg), Braunlage (Hütteberg), Braunschweig-Broitzem, Braunschweig-Innenstadt, Göttingen (Espol-Solling), Göttingen-Hetjershausen, Hannover (Telemax), Hannover-Hemmingen, Hildesheim (Sibbesse), Torfhaus (Harz-West) |
| 44    | 658            | Freenet TV Mux 1                            | - RTL HD (NDS+HB mit RTL Nord) - RTL Zwei HD - Super RTL HD - Vox HD - n-tv HD - Nitro HD - Tele 5 HD | 5        | ND                                          | V                                         | Braunschweig-Broitzem, Braunschweig-Innenstadt, Hannover (Telemax) |
| 47    | 682            | Freenet TV Mux 3                            | - Welt HD - DMAX HD - Eurosport 1 HD - Disney Channel HD - Nickelodeon HD / CC +1 HD - VOXup HD - Bibel TV (FTA) - QVC (FTA) - QVC Zwei (FTA) - HSE (FTA) - 123tv (FTA) - Shop LC (FTA)                                                                                  | 5        | ND                                          | V                                         | Braunschweig-Broitzem, Braunschweig-Innenstadt, Hannover (Telemax) |

 Sendeparameter 
| Verwendet von (HD-Programme pro Mux)   | Modulations- verfahren | Coderate | FFT-Modus    | Guard- intervall | Pilottöne       | Datenrate [Mbit/s] |
| -------------------------------------- | ---------------------- | -------- | ------------ | ---------------- | --------------- | ------------------ |
| Freenet TV (5–7)                       | 64-QAM                 | 2/3      | 32k extended | 1/16             | Pilot Pattern 4 | 27,6               |
| ZDF (5)                                | 64-QAM                 | 3/5      | 16k extended | 19/128           | Pilot Pattern 2 | 22,0               |
| ARD Digital (NDR) (5) NDR regional (5) | 64-QAM                 | 1/2      | 16k extended | 19/128           | Pilot Pattern 2 | 18,2               |

Bis zum 30. Juni 2017 war folgender DVB-T-Nachlauf zu empfangen:
| Kanal | Frequenz (MHz) | Multiplex       | Programme im Multiplex                                                                     | ERP (kW) | Sendediagramm rund (ND)/ gerichtet (D) | Polarisation horizontal (H)/ vertikal (V) | Fernsehnorm DVB-T/DVB-T2 | Modulations- verfahren | Video- kompression | FEC | Guard- intervall | Bitrate (MBit/s) | SFN mit |
| ----- | -------------- | --------------- | ------------------------------------------------------------------------------------------ | -------- | -------------------------------------- | ----------------------------------------- | ------------------------ | ---------------------- | ------------------ | --- | ---------------- | ---------------- | --- |
| 56    | 754            | NDR (DVB-T alt) | - Das Erste - ZDF - NDR Fernsehen (Niedersachsen) - NDR Fernsehen (Mecklenburg-Vorpommern) | 20       | ND                                     | V                                         | DVB-T                    | 16-QAM                 | MPEG-2             | 2/3 | 1/4              | 13,27            | Braunschweig-Broitzem, Braunschweig-Innenstadt, Hannover (Telemax), Hannover-Hemmingen, Hildesheim (Sibbesse) |

### Digitales Fernsehen (DVB-T)
Von 2004 bis zum 28. März 2017 gab es von diesem Senderstandort reguläre DVB-T-Ausstrahlungen. Sie liefen im Gleichwellenbetrieb (Single Frequency Network) mit anderen Sendestandorten.
Am 28. März 2018 endete der DVB-T-Regelbetrieb an diesem Standort.
ehemaliges Angebot:
| Kanal | Frequenz (in MHz) | Multiplex                                 | Programme im Multiplex                                                                                          | ERP (in kW) | Antennendiagramm rund (ND)/ gerichtet (D) | Polarisation horizontal (H)/ vertikal (V) | Fernsehnorm DVB-T/DVB-T2 | Modulations- verfahren | Video- kompression | FEC | Guard- intervall | Bitrate [MBit/s] | SFN mit |
| ----- | ----------------- | ----------------------------------------- | --- | ----------- | ----------------------------------------- | ----------------------------------------- | ------------------------ | ---------------------- | ------------------ | --- | ---------------- | ---------------- | --- |
| 23    | 490               | ZDFmobil                                  | - ZDF - 3sat - ZDFinfo - KiKA (06–21 Uhr) / ZDFneo (21–06 Uhr)                                                  | 5           | ND                                        | V                                         | DVB-T                    | 16-QAM                 | MPEG-2             | 2/3 | 1/4              | 13,27            | Braunschweig-Broitzem, Hannover-Hemmingen, Wildemann, Braunschweig-Innenstadt, Hildesheim (Sibbesse), Hannover (Telemax)                                                           |
| 24    | 498               | RTL Group Niedersachsen/Bremen            | - RTL Television (Niedersachsen/Bremen) - RTL II - Super RTL - Vox                                              | 5           | ND                                        | V                                         | DVB-T                    | 16-QAM                 | MPEG-2             | 2/3 | 1/4              | 13,27            | Braunschweig-Broitzem, Hannover-Hemmingen, Braunschweig-Innenstadt, Hannover (Telemax)                                                                                             |
| 36    | 594               | ARD regional (NDR-Bouquet 2)              | - NDR Fernsehen (Niedersachsen) - WDR Fernsehen (Köln) 1) - MDR Fernsehen (Sachsen-Anhalt) 2) - HR-Fernsehen 3) | 10          | ND                                        | V                                         | DVB-T                    | 16-QAM                 | MPEG-2             | 2/3 | 1/4              | 13,27            | Braunschweig-Broitzem, Hannover-Hemmingen, Wildemann, Braunschweig-Innenstadt, Hildesheim (Sibbesse), Hannover (Telemax) Seit dem 10. November 2016: Stadthagen abweichend auf K39 |
| 44    | 658               | ProSiebenSat.1 Media Niedersachsen/Bremen | - ProSieben - Sat.1 (Niedersachsen/Bremen) - Kabel Eins - N24                                                   | 5           | ND                                        | V                                         | DVB-T                    | 16-QAM                 | MPEG-2             | 2/3 | 1/4              | 13,27            | Braunschweig-Broitzem, Hannover-Hemmingen, Braunschweig-Innenstadt, Hannover (Telemax)                                                                                             |
| 47    | 682               | ARD Digital (NDR-Bouquet 1)               | - Das Erste - Arte - Phoenix - Tagesschau24                                                                     | 10          | ND                                        | V                                         | DVB-T                    | 16-QAM                 | MPEG-2             | 2/3 | 1/4              | 13,27            | Braunschweig-Broitzem, Hannover-Hemmingen, Wildemann, Braunschweig-Innenstadt, Hildesheim (Sibbesse), Hannover (Telemax)                                                           |
| 56    | 754               | Gemischt Privat Niedersachsen 2           | - Bibel TV - HSE24 - QVC - Sport1 - Multithek (HbbTV-Dienst mit mehreren Streams)                               | 5           | ND                                        | V                                         | DVB-T                    | 16-QAM                 | MPEG-2             | 2/3 | 1/4              | 13,27            | Braunschweig-Broitzem, Hannover-Hemmingen, Braunschweig-Innenstadt, Hannover (Telemax)                                                                                             |
| 60    | 786               | Gemischt Privat Niedersachsen 1           | - Tele 5 - Nickelodeon - Eurosport - Disney Channel                                                             | 5           | ND                                        | V                                         | DVB-T                    | 16-QAM                 | MPEG-2             | 2/3 | 1/4              | 13,27            | Braunschweig-Broitzem, Braunschweig-Innenstadt Achtung: Hannover Telemax, Hannover-Hemmingen abweichend auf K28                                                                    |

1) zeitweise NDR Fernsehen (Schleswig-Holstein)
2) zeitweise NDR Fernsehen (Mecklenburg-Vorpommern)
3) zeitweise NDR Fernsehen (Hamburg)
Vom 31. Mai 2016 bis zum 28. März 2017 wurde ein (DVB-T2-)Multiplex-Kanal abgestrahlt. Die öffentlich-rechtlichen Sender waren frei empfangbar, die Privatsender wurden verschlüsselt über die DVB-T2-Plattform Freenet TV ausgestrahlt.
| Kanal | Frequenz (in MHz) | Multiplex       | Programme im Multiplex                                              | ERP (in kW) | Antennendiagramm rund (ND)/ gerichtet (D) | Polarisation horizontal (H)/ vertikal (V) | Fernsehnorm DVB-T/DVB-T2 | Modulations- verfahren | Video- kompression | FEC | Guard- intervall | Bitrate [MBit/s] | SFN mit                                                            |
| ----- | ----------------- | --------------- | ------------------------------------------------------------------- | ----------- | ----------------------------------------- | ----------------------------------------- | ------------------------ | ---------------------- | ------------------ | --- | ---------------- | ---------------- | ------------------------------------------------------------------ |
| 40    | 626               | DVB-T2 Pilotmux | - Das Erste HD - ZDF HD - RTL HD - Vox HD - Sat.1 HD - ProSieben HD | 5           | ND                                        | V                                         | DVB-T2                   | 64-QAM                 | HEVC               | 2/3 | 1/16             | 27,60            | Braunschweig-Broitzem, Braunschweig-Innenstadt, Hannover (Telemax) |

### Analoges Fernsehen (PAL)
Bis zur Umstellung auf DVB-T wurden folgende analoge Fernsehprogramme gesendet:
| Kanal | Frequenz (MHz) | Programm                              | ERP (kW) | Sendediagramm rund (ND)/ gerichtet (D) | Polarisation horizontal (H)/ vertikal (V) |
| ----- | -------------- | ------------------------------------- | -------- | -------------------------------------- | ----------------------------------------- |
| 42    | 639,25         | Sat.1 (Niedersachsen/Bremen)          | 5        | ND                                     | V                                         |
| 60    | 783,25         | RTL Television (Niedersachsen/Bremen) | 4        | D                                      | V                                         |